# ようこそ実力至上主義の教室へ
『ようこそ実力至上主義の教室へ』（ようこそじつりょくしじょうしゅぎのきょうしつへ）は、衣笠彰梧による日本のライトノベル作品。イラストはトモセシュンサクが担当している。略称は「よう実」。MF文庫J (KADOKAWA) より2015年5月から刊行されており、2020年1月から『ようこそ実力至上主義の教室へ 2年生編』にタイトルを変更し、2025年3月から『ようこそ実力至上主義の教室へ 3年生編』にタイトルをさらに変更して続刊中。韓国やアメリカをはじめとした複数の国において本作の翻訳版が刊行されている。
物語の舞台は進学・就職率ともにほぼ100％といわれる名門校・高度育成高等学校。しかし、実際は完全実力主義の高校であり、進路が約束されるのは卒業時に最も成績の良かった1クラス（Aクラス）のみであるうえに、成績を残せない最底辺の生徒は退学処分となってしまう。入学した生徒たちは学校側が課すゲーム的なルールに基づいた特別試験をクラス対抗で争うこととなり、獲得したポイント数によってクラスランクが変動する。同校では学力や身体能力のみならずコミュニケーション能力や発想の独創性、交渉力など様々な能力が求められる。さらに個人が利己的に振る舞うことが結果的にクラスの敗北を生むため、他クラスに勝利するためにはクラス全員が一丸となることが必要不可欠となる。問題児揃いのDクラスに配属された主人公・綾小路清隆は、Aクラスを目指すクラスメイト・堀北鈴音に協力することとなり、クラスメイトが引き起こす問題を解決しながら、その裏でとてつもない実力を発揮していくこととなる。
『このライトノベルがすごい！』（宝島社）では2023年版で文庫部門1位、2020年版から4年連続で読者投票1位を達成しており、10 - 20代から圧倒的な支持を集めている。2025年3月時点で電子版を含めたシリーズ累計部数は1080万部を突破している。
メディアミックスとしてコミカライズ化とテレビアニメ化が行われている。コミカライズに関しては2本の本編コミカライズが連載中となっており、スピンオフコミカライズが2017年から2018年まで連載された。テレビアニメに関しては第1期が2017年に、第2期が2022年に、第3期が2024年にそれぞれ放送された。その後、第4期の制作が発表された。

## あらすじ
物語の舞台は進学・就職率共にほぼ100％と言われる進学校・高度育成高等学校。同校では全生徒に月10万円相当のプライベートポイントが支給されるだけでなく、授業中の私語や居眠りなどのサボタージュも黙認されていた。新入生である主人公・綾小路清隆が配属されたDクラスは問題児ばかりであり、彼らは同校の好待遇を利用し、自堕落な生活を送っていた。しかし、入学から1か月後、毎月振り込まれるはずのポイントがDクラスの生徒には振り込まれておらず、その原因が今までの自堕落な生活によって学校からの評価を大きく落としたことであることが担任から告げられる。Dクラスの面々は同校が優秀なものだけが好待遇を受けられる実力主義の学校だという事実を知ることとなる。

## 登場人物
声の項は特記が無い限りテレビアニメ版の担当声優。また、本作は作中で度々クラス名が変わるため、物語開始時点のクラス名を表記している。
綾小路清隆（）
声 - 千葉翔也 / 花江夏樹（2015年PV）
本作の主人公。Dクラスの男子生徒で、クラス内でも特に目立たず、やる気のない性格をしている。極めて高い学力と身体能力を持っているが、穏やかに過ごすことを目的としているために周囲には実力を隠している。

堀北鈴音（）
声 - 鬼頭明里 / 大西沙織（2015年PV）
Dクラスのリーダーを務める女子生徒で、学園の生徒会長・堀北学の実妹でもある。高い学力を有しているが性格に難があり、友人関係は不要という考えからクラスメイトとは交流を絶っている。

櫛田桔梗（）
声 - 久保ユリカ / 高橋未奈美（2015年PV）
Dクラスに所属するコミュニケーション能力の高い女子生徒。常に笑顔を絶やさず人当たりも良いことから男女問わず好かれる人気者だが、周囲に隠している裏の顔がある。

軽井沢恵（）
声 - 竹達彩奈
Dクラスの女子をまとめるギャル系の女子生徒。クラスメイトの平田洋介と入学早々交際している。

龍園翔（）
声 - 水中雅章
Cクラスのリーダーを務める男子生徒。頭の回転が速く、勝つためには手段を選ばずに様々な奇策で標的を陥れる。クラスメイトからは恐れられている一方で能力の高さを認められている。

一之瀬帆波（）
声 - 東山奈央
Bクラスのリーダーを務める女子生徒。明るく社交的な性格からクラスメイトに限らず多くの同級生と幅広く交友関係を持っている。他の生徒とは比べ物にならないほど大量のプライベートポイントを保有しているがその理由は謎となっている。

坂柳有栖（）
声 - 日高里菜
Aクラスで葛城康平とリーダーを二分する女子生徒で、学園の理事長・坂柳成守の実娘でもある。自らを「天才」と称するほど高い知力を有しているが、病気により医師から一切の運動を禁じられている。クラス内では葛城と対立関係にある。

## 用語
高度育成高等学校（こうどいくせいこうとうがっこう）
物語の舞台となる全寮制の国立高校。略称は「高育」。60万平米を超える広大な敷地を有しており、生徒たちは学校行事を除いた敷地外への外出および外部との連絡を禁じられている。また、各施設には最新設備が備えられており、生徒には毎月10万円に相当するポイントが支給される上に、授業や生活態度については放任主義の体制が敷かれている。同校の卒業生は希望する進路にほぼ100%進むことができると言われている。
実際は生徒たちを能力によってAからDの各クラスに振り分けており、実力によってポイント支給額などの待遇が変化する。また、希望する進路が用意されるのはAクラスのみであり、Bクラス以下の生徒にはその特権がない上に、実力が伴わない生徒は退学処分となる。同校には進級によるクラス替えが行われないため、クラスメイトとは3年間同じクラスで過ごすことになる。
なお、同校で実力として判断されるのは学力や運動能力、協調性、コミュニケーション能力などの総合的な能力のため、鈴音や高円寺をはじめとする学力が優秀な生徒が必ずしも上位クラスに配属されるわけではない。また、同校に入学できるのは事前調査によって入学に値するとみなされた生徒に限られており、入学試験（筆記・面接）は名目上のものとして行われている。
同校が設立された目的は「将来の日本を背負って立つ若者世代を育成すること」である。
著者言及
衣笠は高度育成高等学校にはその場にあれば嬉しい要素（10万プライベートポイント）と嫌な要素（予期せぬ退学のルール）を「極端」にして組み込んだとしており、現実世界においても似たような仕組みが社会に内包されているのではないかと推測している。
評価
編集者・ライターの飯田一史は高度育成高等学校を「勉強ができればいいわけではなく、多岐にわたる能力が求められるという、教育社会学者・本田由紀が言うところの『ハイパー・メリトクラシー化』した学校」と表現している。また、飯田は教育の二大原理は「卓越性の追求」と「公正の追求」であり、現実の教育制度では「卓越性の追求」に比重が大きくなっていると指摘しているが、同校では「クラス対抗による集団戦」をベースにすることよって卓越性と公正の同時追求を実現させていると述べている。なお、飯田はこの二大原理追求の両立を求めながら競わせ、必ず脱落者が生まれる厳しさは、「アイドルグループのデビューメンバーを選ぶサバイバルオーディション番組」に似ていると述べている。

Sシステム
高度育成高等学校が独自に取り入れているシステムであり、同校在籍の生徒をリアルタイムで評価し、数値として算出する。本システムで測られるクラス編成やポイント査定の基準は原則非公開であり、生徒たちが独自に明らかにしていく必要がある。また、その基準についても学力やコミュニケーション能力、部活動などの実績、入学前の経歴など様々なものがある。

クラスポイント
Sシステムで採用されているポイントのうち、クラス全体を評価したポイント。テスト結果や授業態度だけでなく、授業時間外での行動などを含め総合的に評価される。これにより優秀な生徒がいても不真面目な生徒がいればクラスポイントは減点されていくため、クラス全体がクラスポイントを意識して協力し合う姿勢が必要となる。校内で使用できるプライベートポイントにも直結しており、努力すればそれに応じたプライベートポイントが手に入る一方で、結果が伴わなければプライベートポイントが支給されなくなる。
年間を通してクラスポイントの付与と剥奪が繰り返され、下位クラスのクラスポイントが上位クラスを上回るとそれに応じてクラスランクが上昇する。三年次修了の時点でもっともクラスポイントの高かったクラス（Aクラス）のみ進路を保証される。

プライベートポイント
Sシステムで採用されているポイントのうち、敷地内の様々な施設で使用する現金の代わりとして用いることができるポイント。それに加え、テストの点数が買えたり、他クラスへ移れる権利を得られたりするなど支払うポイントにより様々な恩恵を得ることも可能となっている。また、校則の範囲内で賄賂などに利用することが黙認されており、その通用する範囲は秘匿されている。生徒間のプライベートポイントの授受は自由であるが、IDによって管理された学生証カードを通さなければ出納ができず、現金化は不可。なお、仮にプライベートポイントが0になった場合でも最低限の衣食住は保障されている。毎月の支給額は「クラスポイント×100」となっている。

特別試験（）
クラスポイントが大きく変動する試験。通常の学力試験とは大幅に異なり、クラス内のチームワークや作戦、クラス間の駆け引きで結果が決まる内容になっている。

ホワイトルーム
綾小路篤臣が運営する教育施設であり、清隆の出身地でもある。天才育成のための教育システムが施されており、学問学術のみならず武術や護身術、処世術など様々な科目が存在する。なお、坂柳は幼い頃に成守に連れられてホワイトルームを訪れていた。

Over All Ability
略して「OAA」と呼ぶ。清隆たちが2年生となった際に導入された高度育成高等学校専用のアプリケーション。
各生徒に配布されている端末から数値化された全生徒の評価を閲覧することができる。生徒の評価はそれまでに実施された試験などを元に算出された値となっている。

## 作風とテーマ

### 原作小説
1年生編第1巻の執筆が始まったころ、衣笠と担当編集者は本作を「学園モノの長編ストーリー」として描きたいという考えを持っていた。そして、衣笠は多くの学園モノ作品は生徒個人にスポットが当たって展開していくが、本作はそうではなく学校を一つの舞台設置として生徒全体を描けないかと考えたことから、実力主義の学校を舞台としたストーリーを展開している。本作は「頭脳戦」だけの作品ではなく、様々な要因から成立する「実力」がテーマとなっており、知略のみならず暴力の面でも実力を描いていくことを衣笠は当初の構想で決めていた。ただ、暴力という面が読者に受け入れられるのかについて衣笠は懸念を感じており、1年生編第7巻は勝負の1冊だったと述懐している。
衣笠と担当編集者は本作を執筆していく上で「物語を必ず前に進める」ことを大切なルールとしており、そのために過去編で1冊またはそれ以上使うことはしないと決めている。ただ、衣笠自身は読者に届けたい過去編のアイディアが頭の中にあり、もどかしい気持ちもあるという。本作は1年生編の入学から3年生編の卒業までの3年間を描いていくこともあり、トモセは「みっちり学校で3年間やる作品は結構珍しいような気がする」と述べている。また、衣笠は本作を執筆するうえで「物語において絶対はない」という点を基本方針としており、例えば本作は退学者が存在する作品となっているが、「主人公だから退学しない」「人気キャラクターだから退学しない」といった固定概念を作品中に持ち込まないように心がけている。そして、誰であっても勝利を掴めるチャンスを持っているし、逆に敗北する可能性もあるとしており、そうでなければ本当の意味で面白い物語にはならないと述べている。
衣笠は2年生編を執筆するにあたって、新1年生や三年生にスポットは当てずに主人公の所属する学年を中心に描いていくことが読者の一番求める展開ではないかとの考えを持っていた。しかし、3年生編まで描き切ることを考えた時に同じ学年同士の戦いばかりでは単調な展開になると判断し、2年生編では新1年生や三年生にスポットを当てることを決意した。一方で、当初から膨大なストーリーになることは分かっており、生徒以外の人物を組み込むと収拾がつかなくなることから、ストーリー全体を通して各生徒の家族へのスポットは切り捨てられている。
衣笠は本作において「ヒロイン」は存在しないとしている。堀北鈴音や櫛田桔梗、軽井沢恵もヒロインとして描いておらず、たまたま綾小路清隆と接点が多いクラスメイトに過ぎないという。また、衣笠はトモセと担当編集者との対談の中で以下のように述べている。
序盤は脇役だった軽井沢恵が後にヒロイン枠へと昇格する流れは元々決まっていた設定の一つだが、ストーリー中にスポットライトが当たって初めて誕生する設定もあり、衣笠は臨機応変に設定を作り上げていくと述べている。また、執筆初期は読者が付いてくれるか未知数であったことから、堀北鈴音と櫛田桔梗を「王道な感じのダブルヒロイン風」に装っており、作戦自体は成功したものの軽井沢恵が大人気キャラクターになることは予想できなかったという。トモセは当初、堀北鈴音と櫛田桔梗のダブルヒロインだと思いながらデザインを作成していたと述懐している。

### イラスト
各巻のカバーイラストについてトモセは以下のように述べている。
また、カバーイラストのキャラクターは基本的にローアングルで描かれている。ただし、短編集のカバーイラスト関してはキャラの指定を除けば自由に描くことが許されており、例えば1年生編第7.5巻のカバーイラストはキャラクターがハイアングルで描かれている。なお、短編集は私服のシーンが多いため、キャラクターに合った服装を描くのが楽しくもあり大変でもあるとトモセは述べている。
キャラクターデザインにおける衣笠からの指示についてトモセは、女性キャラクターのデザインについては注文が殆どないが、男性キャラクターのデザインについては注文が多いことを明かしている。ただし、新1年生の6人については衣笠からの注文が多く、初期ラフから別人となったキャラクターや名前が変更されたキャラクターも存在していた。

## 制作背景
本作は衣笠にとって2作目のライトノベル作品となっている。ライトノベル作家デビューを果たした前作『小悪魔ティーリと救世主!?』では新人で実力も実績もない状態で苦しんだことから、もう二度とライトノベル作品を書くことはないと考えていた。しかし、前作のプロット終了後に新たに就いた担当編集者が新人であり、偶然にも衣笠と同い年かつ同郷出身で話が盛り上がった。さらに衣笠は担当編集者から「一切口出しをしないから好きに書いてほしい」と言われたことで100%の自分を出せると考え、本作の執筆に取り掛かった。
衣笠は1年生編第1巻のあとがきで、本作を執筆するに至った理由は「自分自身が学生から大人になった今だからこそ、チャレンジしてみたい題材だったから」だと述べている。このように述べるのは、自身が学生時代に周囲から勉強しろと口酸っぱく言われ続けてきたものの、良い大学に入り、良い企業に就職し、良い人生を送ることが果たして正しいのかについて疑問を持ったという背景によるものであった。高知の高校に通っていた衣笠は、卒業式の日に「大阪に行く！」と宣言し、その日のうちに荷物をまとめて大阪へ向かった。大阪でアルバイトをしながら、憧れていたアダルトゲーム業界に入るつもりであった。そしてシナリオライターの求人に採用されたものの、衣笠には書き物をした経験がなく、先輩のるーすぼーいに度々叱責されながら成長していった。衣笠は自身の過去を踏まえ、勉強は大切で将来役立つものであることは疑いようがないと述べる一方で、読者に伝えたい点として「勉強だけが全てではない」ことを挙げている。
衣笠とトモセは過去にアダルトゲーム作品では『暁の護衛』『レミニセンス』、ライトノベル作品では『小悪魔ティーリと救世主!?』でそれぞれコンビを組んでおり、本作においてもこの二人がコンビを組んでいる。担当編集者によれば、衣笠が本作の企画を自身に見せた時点でイラストレーターはトモセに決まっていたらしく、衣笠も「当然のように最初にトモセの元へ話を持って行った」と述べている。衣笠は自身の過去作と同様に企画の時点で「これは面白い」という感覚があったと、トモセも衣笠から気迫を感じ、面白い作品が出来上がるだろうという信頼があったとそれぞれ振り返っている。
作家としての能力には恵まれていないと感じていた衣笠は、努力で補える部分は頑張りたいとの思いから刊行ペースだけは落とさないことを意識している。当初は年間4冊の刊行を目指していたものの、執筆量を増やすことに限界を感じたことから、年間3冊のペースで刊行するようにしている。ストーリーのアイディアに関しては、基本的には自発的に考えることはなく、日々の生活の中で自然と浮かんで蓄積されていくとのこと。なお、頭脳戦に関してはテーマに対して何となくの解決法を考えながら執筆していくものの、途中で何度も変化していくことから書き終えるまでどのような結末になるのかが分からないとしている。
テレビアニメ化が原作小説に与えた影響について、衣笠はキャラクターがテレビアニメで描かれることで彼らの性格がより定まり、それを原作小説に反映するパターンがあるとしており、トモセは自身が「男性キャラクターをカッコよく描く」ことを苦手としていることからテレビアニメのデザインを参考にしているとそれぞれ明かしている。

## 評価

### 商業的評価

#### 累計部数
テレビアニメ放送前の2017年5月時点でシリーズ累計部数は50万部だったが、テレビアニメ放送中の2017年8月時点で原作小説の累計部数は100万部を突破、さらにテレビアニメ放送後の2018年5月時点でシリーズ累計部数は200万部を突破した。2021年7月にはシリーズ累計部数が500万部を突破した。2025年3月時点で電子版を含めたシリーズ累計部数は1080万部を突破している。

#### ORICON 年間売上ランキング
テレビアニメ第1期が放送された2017年の推定売上は564,642部を記録し、2017年度ライトノベル年間売上ランキングでは5位を獲得した。2018年の推定売上は393,949部を記録し、2018年度ライトノベル年間売上ランキングでは8位を、2019年の推定売上は420,573部を記録し、2019年度ライトノベル年間売上ランキングでは9位をそれぞれ獲得した。
2020年は『ようこそ実力至上主義の教室へ』（以下、「1年生編」）の推定売上が387,745部を、『ようこそ実力至上主義の教室へ 2年生編』（以下、「2年生編」）の推定売上が347,554部をそれそれ記録し、2020年度ライトノベル年間売上ランキングでは「1年生編」が6位を、「2年生編」が8位をそれぞれ獲得している。2021年は「1年生編」の推定売上が246,104部を、「2年生編」の推定売上が306,335部をそれそれ記録し、2021年度ライトノベル年間売上ランキングでは「1年生編」が11位を、「2年生編」が6位をそれぞれ獲得している。
テレビアニメ第2期が放送された2022年は「1年生編」の推定売上が338,932部を、「2年生編」の推定売上が492,711部をそれそれ記録し、2022年度ライトノベル年間売上ランキングでは「1年生編」が4位を、「2年生編」が2位をそれぞれ獲得している。なお、同ランキングにて本作は「1年生編」「2年生編」が分けて集計されているためシリーズ全体では推定83万部であり、同ランキングで1位を獲得した『転生したらスライムだった件』の推定53万部を大きく上回っている。
2023年は「1年生編」の推定売上が65,541部を、「2年生編」の推定売上が379,878部をそれそれ記録し、2023年度ライトノベル年間売上ランキングでは「1年生編」が30位を、「2年生編」が4位をそれぞれ獲得している。2024年は「1年生編」の推定売上が50,628部を、「2年生編」の推定売上が373,167部をそれそれ記録し、2024年度ライトノベル年間売上ランキングでは「1年生編」が28位を、「2年生編」が3位をそれぞれ獲得している。

#### BOOK☆WALKER 電子書籍年間ランキング
テレビアニメ放送前の2015年度および2016年度の年間ライトノベルランキングでは圏外だったが、テレビアニメ放送後の2017年度年間ライトノベルランキングでは4位を獲得している。以降、年間ライトノベルランキング（2023年度よりラノベ・新文芸ランキング）では2018年度から6年連続トップ10入りを果たしており、2022年度から3年連続1位を獲得している。
| 年   | 賞                                 | 部門           | 順位 |
| ---- | ---------------------------------- | -------------- | ---- |
| 2017 | BOOK☆WALKER 電子書籍ランキング2017 | ライトノベル   | 4位  |
| 2018 | BOOK☆WALKER 電子書籍ランキング2018 | ライトノベル   | 8位  |
| 2019 | BOOK☆WALKER 電子書籍ランキング2019 | ライトノベル   | 3位  |
| 2020 | BOOK☆WALKER 電子書籍ランキング2020 | ライトノベル   | 3位  |
| 2021 | BOOK☆WALKER 電子書籍ランキング2021 | ライトノベル   | 2位  |
| 2022 | BOOK☆WALKER 電子書籍ランキング2022 | ライトノベル   | 1位  |
| 2023 | BOOK☆WALKER 電子書籍ランキング2023 | ラノベ・新文芸 | 1位  |
| 2024 | BOOK☆WALKER 電子書籍ランキング2024 | ラノベ・新文芸 | 1位  |

#### レーベル売上への貢献
本作のレーベルであるMF文庫Jは2022年におけるKADOKAWAライトノベルレーベル別売上（KADOKAWA調べ）で1位となっており、これについて書評家・ライターのタニグチリウイチはMF文庫Jが1位となった背景の一つとして本作が読者から支持されていることを挙げている。また、タニグチは本作は新刊が刊行されるたびにRakutenブックスのライトノベルランキングで上位にランクインしており、支持の高さを見せつけているとも述べている。

### 批評
編集者・ライターの飯田一史は本作を「福本伸行作品（『賭博黙示録カイジ』など）のような頭脳戦（集団戦）を描いた作品」であると表現しており、『王様ゲーム』や『ソードアート・オンライン』第1巻のようなデスゲーム、サバイバルものの流れをライトノベルのフォーマットに上手く組み込んでいると称賛している。また、飯田は「成績上位クラスは良い思いができ、成績下位クラスは貧乏ライフを強いられるものの逆転をかけて戦うという設定」について、『バカとテストと召喚獣』では笑いや熱い展開を生み出していたのに対し、本作では過酷かつ高校生たちのメンタルを抉るものとしてシリアスに描かれていると評している。さらに、飯田は以下の性質が読者層を取り込み、多感な読者に様々な視点で物事を捉えるきっかけを与えていると考察している。
- 利己的・個人主義的思考を矯正する仕組み
本作では個人が利己的に振る舞いすぎると、それが結果的に自クラスの敗北を招く上に、連帯責任で自身もポイントを失い上位クラスに上がれない（上位クラスは現状を維持できない）という仕組みが採用されている。例えば、入学当初の堀北鈴音は周囲に対し極めて利己的に振る舞っていたものの、試験を重ねていくうちに「他クラスに勝つためには自クラス全員が一丸とならなければならない」ことに気付き、利他的に行動するように態度を変化させている[115]。
- 運営側の試験介入によるゲーム自体の恣意性の強調
高度育成高等学校は多くの生徒が人生の安泰や一発逆転を狙って戦う舞台であると同時に、綾小路清隆にとっては地獄の環境に強制送還されないためのシェルターであるという二重性が採用されている。そんな中で学校を運営する立場の人間が試験に介入[注 10]しており、それに対して試験を受ける側である綾小路清隆がルールを守らせるために立ちまわっていることから、本作では「ルールの決まったゲームの中で勝てばいい」という考えに基づいていない[115]。

ライターの河村・拓哉は、本作ではゲーム戦のシステムの一つであるクラスポイントの存在によってチーム戦と個人戦が常に並行して行われていることから、困難だと考えられる「良質な頭脳戦」と「大勢の魅力的なキャラクター」の両立を成功させていると述べている。また、川村は本作の特徴的な点として「クラス替えが行われず、チームが変わらない」ことを挙げており、クラスメイトが変わらないことは登場人物たちの青春や成長を促す作用をもたらすとしている。
タニグチは本作について以下のように評している。
また、タニグチはスーパーエリートである綾小路清隆がそれぞれの長所を持ったクラスメイトを差配し、敵の出方を読んで策を巡らせ、学校内における立ち位置を左右させる様々なイベントを攻略するというゲーム的な楽しさがある点を本作の特徴として挙げている。
コミック・ブック・リソーシズで執筆を担当するライターのC. M. Ramsburgは原作小説では成功を収めたものの、コミカライズ版やテレビアニメ版では原作小説のような成功を実現させることは出来なかったと述べている。
『Inquisitr』のライター・Patrick Fryeはテレビアニメ版と原作小説では登場人物の描写が異なることから、原作小説の第1巻から読み始めることを勧めるファンが多いと述べている。

### 『このライトノベルがすごい！』による評価
『このライトノベルがすごい！』（宝島社）では2020年版から4年連続で文庫部門トップ5入りを果たしており、2023年版にて初の文庫部門1位を獲得したことで「殿堂入り」を果たした。また、読者投票では2020年版から4年連続1位を獲得している。
『このライトノベルがすごい！』はラノベブロガーや書店員を中心とした「協力者票」と一般読者による「読者投票」の合算で順位が決まるが、協力者数は数十人、読者投票数は数千人にもかかわらず「尖った作品」や「新作・準新作」をトップにしたい編集部の思惑により、協力者票に傾斜配分をかけて補正が行われている。そのため、本作は2023年版で文庫部門1位となるまで同部門で1位を獲得していなかった。しかし、一般的なラノベ読者の感覚に近いのは「読者投票」であり、これだけを見れば本作は1位の票数を獲得していることになる。なお、2022年版では協力者票が1票も投じられなかった状態で文庫部門3位を獲得した。
キャラクター部門では主人公である綾小路清隆が2020年版から4年連続1位、ヒロインの一人である軽井沢恵が2020年版から2年連続1位をそれぞれ獲得した。イラストレーター部門では本作のイラスト担当であるトモセシュンサクが2021年版から3年連続1位を獲得した。2021年版では読者投票・男性キャラクター部門・女性キャラクター部門・イラストレーター部門で1位を獲得し、4冠を達成した。2023年版では文庫部門・読者投票・男性キャラクター部門・イラストレーター部門で1位を獲得し、再び4冠を達成した。
2020年版にて発表された「2010年代総合ランキング」では23位を獲得している。
| 年   | 賞                             | 部門                    | 順位 | 備考                   |
| ---- | ------------------------------ | ----------------------- | ---- | ---------------------- |
| 2015 | このライトノベルがすごい！2016 | 作品部門                | 56位 |                        |
| 2015 | このライトノベルがすごい！2016 | 新作部門                | 17位 |                        |
| 2016 | このライトノベルがすごい！2017 | 文庫部門                | 27位 |                        |
| 2017 | このライトノベルがすごい！2018 | 文庫部門                | 19位 | 読者投票では6位        |
| 2018 | このライトノベルがすごい！2019 | 文庫部門                | 6位  | 読者投票では4位        |
| 2019 | このライトノベルがすごい！2020 | 文庫部門                | 4位  | 読者投票では1位        |
| 2019 | このライトノベルがすごい！2020 | 2010年代 総合ランキング | 23位 |                        |
| 2020 | このライトノベルがすごい！2021 | 文庫部門                | 3位  | 読者投票では2年連続1位 |
| 2021 | このライトノベルがすごい！2022 | 文庫部門                | 3位  | 読者投票では3年連続1位 |
| 2022 | このライトノベルがすごい！2023 | 文庫部門                | 1位  | 読者投票では4年連続1位 |

また、『このライトノベルがすごい！』では読者投票の年代別ランキングが掲載されており、本作は2021年版から3年連続で10代が1位を、2022年版から2年連続で20代が1位をそれぞれ獲得している。さらに同誌では読者投票の女性ランキングも掲載されており、本作は2020年版から4年連続でトップ10入りを果たしている。
| 年   | 賞                             | 部門 | 順位 |
| ---- | ------------------------------ | ---- | ---- |
| 2020 | このライトノベルがすごい！2021 | 10代 | 1位  |
| 2020 | このライトノベルがすごい！2021 | 20代 | 2位  |
| 2020 | このライトノベルがすごい！2021 | 30代 | 7位  |
| 2020 | このライトノベルがすごい！2021 | 女性 | 6位  |
| 2021 | このライトノベルがすごい！2022 | 10代 | 1位  |
| 2021 | このライトノベルがすごい！2022 | 20代 | 1位  |
| 2021 | このライトノベルがすごい！2022 | 女性 | 5位  |
| 2022 | このライトノベルがすごい！2023 | 10代 | 1位  |
| 2022 | このライトノベルがすごい！2023 | 20代 | 1位  |
| 2022 | このライトノベルがすごい！2023 | 30代 | 9位  |
| 2022 | このライトノベルがすごい！2023 | 女性 | 10位 |

『このライトノベルがすごい！2021』には本作について「テレビアニメの放送から熱がつき始め、1年生編がクライマックスになったころから、読者の熱が高まり続けているように感じられる。2020年には2年生編がスタートし、『このライトノベルがすごい！2021』でも男女キャラクター部門やイラストレーター部門を『よう実』が総なめしており、その実力を感じさせる」とコメントされている。

### 人気投票・選出等
アニメイトタイムズが読者アンケートを基に実施した「おすすめラノベランキング2021」と題した年間ランキングでは3位を獲得している。
コミック・ブック・リソーシズで執筆を担当するライターのJoe Ballardは「既にアニメを視聴していたとしても読める素晴らしいライトノベル」と題した企画で複数のライトノベル作品を紹介しており、本作もその中に含まれる。
「KADOKAWA ライトノベルEXPO2020」にて発表された「らのすぽベストセレクション2020」において、「無限の熱さ！部門」で1位を獲得している。
『おすすめ文庫王国 2022』にてタニグチがライトノベルベストテンを発表しており、本作を4位に選出している。
ねとらぼ調査隊が2022年5月に実施した「『MF文庫Jのアニメ作品』で好きなのは？」と題した読者アンケートでは2位を獲得している。
「ピッコマAWARD 2024」ではノベル部門でノミネートされたが、受賞はしなかった。

### 他作家への影響
ライトノベル作家の紙城境介は自著『シャーロック＋アカデミー』の舞台設置に際して影響を受けた特殊学園設定の作品の一つとして本作を挙げており、「学園の内部の描き方」や「特殊な学園が社会にとってどんな位置づけになっているのか」などを参考にしていると述べている。

## 既刊一覧

### 小説
- 短編集（○.5巻）は基本的に「長期休み」を描いているため本編と密接に関わる内容となっている[169]。
- 衣笠彰梧（著）・トモセシュンサク（イラスト）、KADOKAWA〈MF文庫J〉、既刊31巻（2025年7月25日現在）

| 巻数 | タイトル                                 | 初版第一刷発行日 | 発売日         | ISBN              |
| ---- | ---------------------------------------- | ---------------- | -------------- | ----------------- |
| 1    | ようこそ実力至上主義の教室へ             | 2015年5月31日    | 2015年5月25日  | 978-4-04-067657-9 |
| 2    | ようこそ実力至上主義の教室へ2            | 2015年9月30日    | 2015年9月25日  | 978-4-04-067778-1 |
| 3    | ようこそ実力至上主義の教室へ3            | 2016年1月31日    | 2016年1月25日  | 978-4-04-068008-8 |
| 4    | ようこそ実力至上主義の教室へ4            | 2016年5月31日    | 2016年5月25日  | 978-4-04-068338-6 |
| 5    | ようこそ実力至上主義の教室へ4.5          | 2016年9月30日    | 2016年9月23日  | 978-4-04-068629-5 |
| 6    | ようこそ実力至上主義の教室へ5            | 2017年1月25日    | 2017年1月25日  | 978-4-04-069017-9 |
| 7    | ようこそ実力至上主義の教室へ6            | 2017年5月25日    | 2017年5月25日  | 978-4-04-069231-9 |
| 8    | ようこそ実力至上主義の教室へ7            | 2017年10月25日   | 2017年10月25日 | 978-4-04-069458-0 |
| 9    | ようこそ実力至上主義の教室へ7.5          | 2018年1月25日    | 2018年1月25日  | 978-4-04-069675-1 |
| 10   | ようこそ実力至上主義の教室へ8            | 2018年5月25日    | 2018年5月25日  | 978-4-04-069861-8 |
| 11   | ようこそ実力至上主義の教室へ9            | 2018年9月25日    | 2018年9月25日  | 978-4-04-065157-6 |
| 12   | ようこそ実力至上主義の教室へ10           | 2019年1月25日    | 2019年1月25日  | 978-4-04-065506-2 |
| 13   | ようこそ実力至上主義の教室へ11           | 2019年5月25日    | 2019年5月25日  | 978-4-04-065739-4 |
| 14   | ようこそ実力至上主義の教室へ11.5         | 2019年9月25日    | 2019年9月25日  | 978-4-04-064007-5 |
| 15   | ようこそ実力至上主義の教室へ 2年生編1    | 2020年1月25日    | 2020年1月24日  | 978-4-04-064329-8 |
| 16   | ようこそ実力至上主義の教室へ 2年生編2    | 2020年6月25日    | 2020年6月25日  | 978-4-04-064664-0 |
| 17   | ようこそ実力至上主義の教室へ 2年生編3    | 2020年10月25日   | 2020年10月24日 | 978-4-04-065942-8 |
| 18   | ようこそ実力至上主義の教室へ 2年生編4    | 2021年2月25日    | 2021年2月25日  | 978-4-04-680166-1 |
| 19   | ようこそ実力至上主義の教室へ 2年生編4.5  | 2021年6月25日    | 2021年6月25日  | 978-4-04-680516-4 |
| 20   | ようこそ実力至上主義の教室へ 2年生編5    | 2021年10月25日   | 2021年10月25日 | 978-4-04-680846-2 |
| 21   | ようこそ実力至上主義の教室へ 2年生編6    | 2022年2月25日    | 2022年2月25日  | 978-4-04-681185-1 |
| 22   | ようこそ実力至上主義の教室へ 2年生編7    | 2022年6月25日    | 2022年6月24日  | 978-4-04-681477-7 |
| 23   | ようこそ実力至上主義の教室へ 2年生編8    | 2022年10月25日   | 2022年10月25日 | 978-4-04-681833-1 |
| 24   | ようこそ実力至上主義の教室へ 2年生編9    | 2023年2月25日    | 2023年2月25日  | 978-4-04-682213-0 |
| 25   | ようこそ実力至上主義の教室へ 2年生編9.5  | 2023年6月25日    | 2023年6月23日  | 978-4-04-682566-7 |
| 26   | ようこそ実力至上主義の教室へ 2年生編10   | 2023年10月25日   | 2023年10月25日 | 978-4-04-682985-6 |
| 27   | ようこそ実力至上主義の教室へ 2年生編11   | 2024年2月25日    | 2024年2月24日  | 978-4-04-683349-5 |
| 28   | ようこそ実力至上主義の教室へ 2年生編12   | 2024年7月25日    | 2024年7月25日  | 978-4-04-683797-4 |
| 29   | ようこそ実力至上主義の教室へ 2年生編12.5 | 2024年11月25日   | 2024年11月25日 | 978-4-04-684244-2 |
| 30   | ようこそ実力至上主義の教室へ 3年生編1    | 2025年3月25日    | 2025年3月24日  | 978-4-04-684635-8 |
| 31   | ようこそ実力至上主義の教室へ 3年生編2    | 2025年7月25日    | 2025年7月25日  | 978-4-04-684976-2 |

### 小説（外国語版）
2022年3月時点で以下の翻訳版が発行されている。
| 発行国   | 言語             | 書籍題名                             | 出版社                             |
| -------- | ---------------- | ------------------------------------ | ---------------------------------- |
| 韓国     | 韓国語           | 어서오세요 실력지상주의 교실에       | ソミメディア                       |
| 台湾     | 中国語（繁体字） | 歡迎來到實力至上主義的教室           | 台湾角川                           |
| タイ     | タイ語           | ขอต้อนรับสู่ห้องเรียนนิยม (เฉพาะ) ยอดคน เล่ม | KADOKAWA AMARIN                    |
| アメリカ | 英語             | Classroom of the Elite               | セブンシーズ・エンターテインメント |
| 中国     | 中国語（簡体字） | 欢迎来到实力至上主义的教室           | 人民文学出版社                     |

### 漫画
- 衣笠彰梧（原作）・トモセシュンサク（キャラクター原案）・一乃ゆゆ（作画）、KADOKAWA〈MFコミックス アライブシリーズ〉、既刊12巻（2022年2月22日現在）

| 巻数 | タイトル                       | 初版第一刷発行日 | 発売日         | ISBN              |
| ---- | ------------------------------ | ---------------- | -------------- | ----------------- |
| 1    | ようこそ実力至上主義の教室へ1  | 2016年9月23日    | 2016年9月23日  | 978-4-04-068550-2 |
| 2    | ようこそ実力至上主義の教室へ2  | 2017年1月23日    | 2017年1月23日  | 978-4-04-069039-1 |
| 3    | ようこそ実力至上主義の教室へ3  | 2017年3月23日    | 2017年3月23日  | 978-4-04-069120-6 |
| 4    | ようこそ実力至上主義の教室へ4  | 2017年7月22日    | 2017年7月22日  | 978-4-04-069303-3 |
| 5    | ようこそ実力至上主義の教室へ5  | 2017年11月22日   | 2017年11月22日 | 978-4-04-069532-7 |
| 6    | ようこそ実力至上主義の教室へ6  | 2018年4月23日    | 2018年4月23日  | 978-4-04-069747-5 |
| 7    | ようこそ実力至上主義の教室へ7  | 2018年11月21日   | 2018年11月21日 | 978-4-04-065321-1 |
| 8    | ようこそ実力至上主義の教室へ8  | 2019年6月22日    | 2019年6月22日  | 978-4-04-065704-2 |
| 9    | ようこそ実力至上主義の教室へ9  | 2020年1月23日    | 2020年1月23日  | 978-4-04-064297-0 |
| 10   | ようこそ実力至上主義の教室へ10 | 2020年8月21日    | 2020年8月20日  | 978-4-04-064789-0 |
| 11   | ようこそ実力至上主義の教室へ11 | 2021年6月23日    | 2021年6月23日  | 978-4-04-680382-5 |
| 12   | ようこそ実力至上主義の教室へ12 | 2022年2月22日    | 2022年2月22日  | 978-4-04-681125-7 |

- 衣笠彰梧（原作）・トモセシュンサク（キャラクター原案）・サカガキ（作画）、KADOKAWA〈MFコミックス アライブシリーズ〉、全2巻

| 巻数 | タイトル                            | 初版第一刷発行日 | 発売日         | ISBN              |
| ---- | ----------------------------------- | ---------------- | -------------- | ----------------- |
| 1    | ようこそ実力至上主義の教室へ √堀北1 | 2017年11月22日   | 2017年11月22日 | 978-4-04-069642-3 |
| 2    | ようこそ実力至上主義の教室へ √堀北2 | 2018年6月23日    | 2018年6月23日  | 978-4-04-069825-0 |

- 衣笠彰梧（原作）・トモセシュンサク（キャラクター原案）・紗々音シア（作画）、KADOKAWA〈MFコミックス アライブシリーズ〉、全4巻

| 巻数 | タイトル                              | 初版第一刷発行日 | 発売日        | ISBN              |
| ---- | ------------------------------------- | ---------------- | ------------- | ----------------- |
| 1    | ようこそ実力至上主義の教室へ 2年生編1 | 2022年6月23日    | 2022年6月22日 | 978-4-04-681438-8 |
| 2    | ようこそ実力至上主義の教室へ 2年生編2 | 2023年4月21日    | 2023年4月21日 | 978-4-04-682455-4 |
| 3    | ようこそ実力至上主義の教室へ 2年生編3 | 2024年2月22日    | 2024年2月22日 | 978-4-04-683297-9 |
| 4    | ようこそ実力至上主義の教室へ 2年生編4 | 2025年1月22日    | 2025年1月22日 | 978-4-04-684311-1 |

### 漫画（外国語版）
2022年3月時点で以下の翻訳版が発行されている。
| 発行国                             | 言語                         | 書籍題名                                     | 出版社                             |
| ようこそ実力至上主義の教室へ       | ようこそ実力至上主義の教室へ | ようこそ実力至上主義の教室へ                 | ようこそ実力至上主義の教室へ       |
| ---------------------------------- | ---------------------------- | -------------------------------------------- | ---------------------------------- |
| 韓国                               | 韓国語                       | 어서오세요 실력지상주의 교실에               | ソミメディア                       |
| 台湾                               | 中国語（繁体字）             | 歡迎來到實力至上主義的教室                   | 台湾角川                           |
| タイ                               | タイ語                       | ขอต้อนรับสู่ห้องเรียนนิยม (เฉพาะ) ยอดคน             | KADOKAWA AMARIN                    |
| アメリカ                           | 英語                         | Classroom of the Elite                       | セブンシーズ・エンターテインメント |
| ようこそ実力至上主義の教室へ √堀北 |                              |                                              |                                    |
| 韓国                               | 韓国語                       | 어서오세요 실력지상주의 교실에 루트 호리키타 | ソミメディア                       |

### 関連書籍
- 『ようこそ実力至上主義の教室へ OTHER SCHOOL DAYS』2017年9月23日初版第一刷発行（同日発売[221]）、ISBN 978-4-04-069483-2
  - 公式アンソロジーコミックス[222]。イラストやコミックの担当者は以下を参照。

|              | 担当者                                                                                       |
| ------------ | -------------------------------------------------------------------------------------------- |
| 表紙イラスト | 魔太郎                                                                                       |
| イラスト     | 一乃ゆゆ、空維深夜、まゆり会長、 ほし、ぐれーともす、石井久雄、 玉之けだま、常磐緑、サカガキ |
| コミック     | 森野カスミ、紫雲山頂、ゆ吉、麦子、 煎餅、石鞠悠也、染宮すずめ                                |

- 『ようこそ実力至上主義の教室へ トモセシュンサク Art Works』2017年9月23日初版第一刷発行（同日発売[224]）、ISBN 978-4-04-069291-3
  - トモセによる画集第1弾。衣笠とトモセのインタビューも収録されている[225]。
- 『ようこそ実力至上主義の教室へ 終・1年生編BOX トモセシュンサク Art Works』2020年1月25日初版第一刷発行（1月24日発売[226]）、ISBN 978-4-04-064252-9
  - トモセによる画集第2弾。衣笠とトモセのインタビュー収録に加え、購入特典小説（後述）が同梱されている[227]。
- 『ようこそ実力至上主義の教室へ1年生編 Short Stories』
  - 『ようこそ実力至上主義の教室へ 終・1年生編BOX トモセシュンサク Art Works』購入特典小説[227]。過去の店舗特典や雑誌に掲載された文庫未収録SS、原作者による書き下ろしSSが収録されている[226][227]。
- 『ようこそ実力至上主義の教室へ2年生編start トモセシュンサク Art Works』2024年1月25日初版第一刷発行（同日発売[228]）、ISBN 978-4-04-682864-4
  - トモセによる画集第3弾[229]。衣笠とトモセのインタビューも収録されている[228]。
- 『ようこそ実力至上主義の教室へ 1年生編公式ガイドブック First File』2024年11月25日初版第一刷発行（同日発売[230]）、ISBN 978-4-04-684215-2
  - 1年生編の公式ガイドブック[230]。イベント特典のSS2編も収録される[230]。
- 『ようこそ実力至上主義の教室へ 2年生編公式ガイドブック Second File』2025年3月25日初版第一刷発行（2025年3月24日発売[231]）、ISBN 978-4-04-684641-9
  - 2年生編の公式ガイドブック[231]。

## 関連メディア

### Web動画
2015年5月22日に本作を元にしたスペシャルアニメがYouTubeにて公開された。本PVでは花江夏樹（綾小路清隆 役）、大西沙織（堀北鈴音 役）、高橋未奈美（櫛田桔梗 役）が声優を務めた。
2016年1月18日に本作の登場キャラクターである堀北鈴音と一之瀬帆波がLive2D技術によって原作イラストそのままに動き出すスペシャルムービーがYouTubeにて公開された。
2016年5月9日に本作のテレビCMのPVがYouTubeにて公開された。本PVでは高橋李依がナレーションを務めた。
2017年8月18日に本作のテレビCMのPVがYouTubeにて公開された。本PVでは東山奈央がナレーションを務めた。
2020年1月より『ようこそ実力至上主義の教室へ 2年生編』に関する情報を告知するテレビCMがYouTubeにて不定期公開されている。

### コミカライズ

#### 『ようこそ実力至上主義の教室へ』
一乃ゆゆが作画を担当する本編のコミカライズ作品。『月刊コミックアライブ』 (KADOKAWA) にて2016年3月号から連載されている。ライター・Patrick Fryeによればコミカライズ版はテレビアニメ版よりも大幅にストーリーが遅れているという。

#### 『ようこそ実力至上主義の教室へ √堀北』
サカガキが作画を担当する本編のIFストーリーとなるスピンオフコミカライズ作品。『月刊コミックアライブ』 (KADOKAWA) にて2017年8月号から2018年7月号まで連載された。主人公・綾小路清隆がAクラスを目指すクラスメイト・堀北鈴音と「友達」として協力することになるという設定であり、放課後一緒に帰ったり、鈴音が作った弁当を一緒に食べたりするなど、2人の親密な時間が描かれている。

#### 『ようこそ実力至上主義の教室へ 2年生編』
紗々音シアが作画を担当する本編（2年生編）のコミカライズ作品。『月刊コミックアライブ』 (KADOKAWA) にて2022年2月号から2025年2月号まで連載された。

#### 『ようこそ実力至上主義の教室へ 2年生編 2nd Stage』
駒田ハチが作画を担当するコミカライズ作品で、『ようこそ実力至上主義の教室へ 2年生編』の第2章となる続編。『月刊コミックアライブ』 (KADOKAWA) にて2025年3月号から連載されている。

### テレビアニメ
第1期はAT-X、TOKYO MXほかにて2017年7月から9月まで放送された。原作小説の1年生編1 - 3巻の内容を基にアニメ化されている。
第2期『ようこそ実力至上主義の教室へ 2nd Season』はAT-X、TOKYO MXほかにて2022年7月から9月まで放送された。原作小説の1年生編4 - 7.5巻の内容を基にアニメ化されている。
第3期『ようこそ実力至上主義の教室へ 3rd Season』はAT-X、TOKYO MXほかにて2024年1月から3月まで放送された。原作小説の1年生編8 - 11.5巻の内容を基にアニメ化されており、これによって原作小説の1年生編が全てアニメ化されることとなった。
2024年9月に第4期「4th Season2年生編1学期」の制作が発表された。

## 企画
TVアニメ放送直前の2017年7月に作中に登場する女子の中から「隣の席になりたい女子ランキング」を決定する投票企画「高度育成高校席替えタイム！ キミは誰の隣の席がいい？」が開催された。
2020年1月27日から同年2月2日まで『ようこそ実力至上主義の教室へ 2年生編』に登場する主要キャラ35名の「新学年を迎えての所信表明」ポスターがJR秋葉原駅1Fコンコースから山手線・京浜東北線のホームに上る階段およびエスカレーター脇の壁面に掲出された。ポスターには新学年を迎えるにあたってのそれぞれのキャラの抱負が彼ら自身の言葉で語られており、セリフはすべて衣笠の書き下ろしとなっている。
2020年5月15日から22日までライトノベル＆新文芸のレコメンドサイト「キミラノ」の無料公開企画「特選級の読み応え！ 春の3作品無料読書フェア」にて1年生編第1 - 3巻が、同月22日から29日までは前回の3巻に1年生編第4巻を加えた全4巻それぞれ無料公開された。2021年7月19日から8月18日まで本作のシリーズ累計500万部突破を記念して、同サイトの無料公開企画「夏休みよう実フェア」にて本作の1年生編第1 - 3巻が無料公開された。2023年3月25日から27日までテレビアニメ版の1年生編完結を記念して、同サイトにて1年生編全巻が無料公開された。
2020年9月10日に同年10月1日まで本作のグッズが手に入る常設グッズ企画「ようこそ実力至上主義の教室へ サテライトクラス Vol.1」がオンラインで行われた。本企画は2023年8月時点で第10弾まで行われている。
2022年7月4日から同年10月4日まで「キミラノ」にてTVアニメ2期記念チャレンジスタンプ企画が開催された。また、本キャンペーンに合わせて1年生編第1 - 3巻の原作小説と1年生編第1 - 4巻の特典SSが限定公開された。
2022年11月28日から同年12月4日までJR池袋駅にて本作の巨大ポスターが、JRの40駅にて本作の駅ポスターがそれぞれ掲出された。本企画は『このライトノベルがすごい！2023』において本作が文庫部門1位と4冠を達成したことを記念したものであり、各ポスターにはトモセシュンサクの書き下ろしイラストが使用されている。
2024年7月15日から21日までJR池袋駅にて本作のビジョン広告と駅内広告が同時展開された。本企画は2年生編第12巻の発売を記念したものであり、各広告は「坂柳有栖と龍園翔にフォーカスした内容」となっている。
2025年3月には池袋駅にて大規模ジャック広告が展開されている。本企画は3年生編の開始を記念したものであり、キービジュアルに登場した全20キャラクターのイラストが描かれたポスターやサイネージが掲出された。また、池袋ヒットビジョンと池袋PARCOビジョンでは対面で異なる2種類のPV放映、GiGO池袋総本店入口のビジョンにてCM放映も行われている。

## イベント
2017年5月23日から同年6月4日までAKIHABARAゲーマーズ本店にて、本作のミニミュージアムが開催された。また、同年7月15日から同年7月30日まで同所にて第2弾が開催された。本イベントの開催は「テレビアニメ化」を記念したものである。
2017年9月20日から同年10月9日までとらのあな秋葉原店Aにて、本作のミュージアムが開催された。また同年12月31日から2018年1月3日まで秋葉原UDXにて、ミュージアムがリバイバル開催された。
2019年7月28日にベルサール秋葉原にてライトノベルレーベル「MF文庫J」のイベント「夏の学園祭2019」が開催され、入場ゲートでは冒険者に扮した堀北鈴音と鳳千春が来場者を出迎えた。
2020年1月31日から同年2月10日まで3331 Arts Chiyoda（アーツ千代田 3331）にて、「ようこそ実力至上主義のフェスタへ in Akihabara」が開催された。本イベントの開催は「1年生編完結&2年生編進級」を記念したものである。
2024年1月27日から同年2月12日まで有楽町マルイにて、「ようこそ実力至上主義のフェスタへ2024 in 有楽町マルイ」が開催された。本イベントの開催は画集『ようこそ実力至上主義の教室へ2年生編start トモセシュンサク Art Works』の発売を記念したものである。

## コラボレーション
2018年10月7日に『自称Fランクのお兄さまがゲームで評価される学園の頂点に君臨するそうですよ？』とのコラボCMのPVがYouTubeにて公開された。本PVでは水谷麻鈴がナレーションを務めた。
2020年10月に『ようこそ実力至上主義の教室へ 2年生編』第3巻が発売されることを記念し、「ホロライブ」の所属タレント・湊あくあが本作の〈高度育成高校生徒会 広報担当〉として就任することなった。就任を記念し、本作のシリーズ紹介や最新巻情報の紹介を、動画などを通じて届けていくとのこと。